# سانتی کوک
سانتی کوک (انگلیسی: Santi Coch؛ ‏۲۷ مهٔ ۱۹۶۰ – ۱۲ سپتامبر ۲۰۲۴) بازیکن فوتبال اهل اسپانیا بود.
از باشگاه‌هایی که وی در آنها بازی کرده می‌توان به باشگاه خیمناستیک تاراگونا اشاره کرد.